# Derrick Thomas
Derrick Vincent Thomas (Miami, Florida, 1 de enero de 1967-Miami, Florida, 8 de febrero de 2000), más conocido como Derrick Thomas, fue un jugador profesional estadounidense de fútbol americano que se desempeñó en la posición de linebacker en la National Football League (NFL). Es miembro del Salón de la Fama del Fútbol Americano Profesional.

## Carrera
Thomas jugó como profesional once temporadas en Kansas City Chiefs (1989-1999); en 2000, murió en un accidente, siendo aún parte del equipo.

## Reconocimiento
El 8 de agosto de 2009, ingresó como miembro al Salón de la Fama del Fútbol Americano Profesional.